# 日野由利加
日野 由利加（日语：／ Hino Yurika，1963年1月16日—）、日本演員、配音員。屬於「劇團昴」。神奈川縣出身。
代表作為『戰國BASARA系列』的濃姫、『亂世佳人』的斯佳麗，郝思嘉。

## 人物
文化学院文学系戲劇組畢業後、就讀昴戲劇学校並且在1987年加入劇團昴。近年來除了擔任演員外、也負責指導想要成為配音員的後進們。
活躍於幫外國片配音的聲優之一。主要以成熟的女性和惡女為主。在動畫或遊戲中則經常配成熟女性或母親的角色。另外也多以舞台劇演員的身分活動。

## 出演作品

### 電視動畫
- 原子小金剛（チョー・タンメン）
- 怪 〜ayakashi〜「化猫」篇（里嬸）
- 阿爾文與花栗鼠（珍妮特）
- Yes! 光之美少女5（夢原惠美）
- 星際牛仔（卡特琳娜）
- 金田一少年之事件簿（巽綾子、宗像今日子）
- 世界名作劇場系列
  - 無家可歸的孩子蕾米（琪琪、喬安娜‧米歇爾）
  - 你好 安妮 ～Before Green Gables（美雅麗‧哥德弗雷）
- 週刊故事樂園（「會動的大佛」（自由女神））
- Paddington Bear（瑪麗・布朗）
- 刃牙（朱澤江珠、珍、松本絹代）
- 極道君漫遊記（摩拉・伊咪絲）
- 哥爾哥13（納塔莉‧路易斯）
- 神靈狩/GHOST HOUND（田邊早苗）
- 秀逗魔導士NEXT（費米爾王国的女王）
- 星界的紋章（瑪爾佳）
- 麵包超人（蝴蝶蘭小姐）
- 太陽默示錄（柳夏江）
- 魔神英雄傳（弗利扎貝特）
- 東京地底奇兵（影）
- 暗夜第六感（倉橋加奈子）
- 傀儡師左近（丘洋子）
- Patalliro 西遊記!（母妖怪）
- 巴比倫2世（2001年）（費雷斯／桐島涼子）
- バロムワン（白鳥真理子）
- 棋靈王（阿光的母親）
- ブランディ アンド Mr.ウィスカーズ（梅莉露&雪莉露）
- ペコラ（史提姆）
- 神奇寶貝 (1997-2002年動畫)（成美）
- 魔法少女隊（陽子）
- 魔法使的條件（豪太的母親）
- 名探偵柯南（大木綾子、三好麻子、山岸香、白石扶美子）
- 流星戰隊Musumet（色部紫）
- 戰國BASARA（濃姬）
- 火影忍者疾風傳（「第五代水影」照美冥）

2012年
- 殭屍哪有那麼萌？（降谷柚菜）

2014年
- 牙狼〈GARO〉-炎之刻印-（ベロニカ修女）

2016年
- HEYBOT!（日语：ヘボット!）（ヴィーテ姫）

2019年
- 家有女友（橘都樹子[1]）

2020年
- 大欺詐師（克莉絲汀娜）

2021年
- 神奇柑仔店（阿篤的母親）

2023年
- 黑暗集會（夜宵的母親）

2024年
- 忍者神威（Mari[2]）

### OVA
- 怪童丸（櫻丹姫）
- 新・北斗神拳（莎拉）

### 網路動畫
2022年
- 電馭叛客：邊緣行者（葛洛莉）

### 劇場版動畫
- 帕盧姆之樹（考拉姆）
- 劇場版 動物之森（比安卡）
- 聖鬥士星矢 天界編 序奏〜overture〜（阿爾提米斯）
- ハイランダー （摩亞）

### 遊戲
- 召喚夜響曲4（奈亞）
- 戰國BASARA系列（濃姬）
- 最终幻想16
- 崩壞：星穹鐵道（幻朧）

### 廣播劇
- 處女愛上姊姊（藤本椿）
- 貴族偵探愛德華（愛德華）

### 外語配音
- 亂世佳人（史嘉麗·歐哈拉（郝思嘉）（費雯麗））
- 回到未來（羅蓮·貝因斯·麥佛萊（莉亞·湯普森））
- 回到未來II（羅蓮·貝因斯·麥佛萊（莉亞·湯普森））
- 回到未來III（瑪姬·麥佛萊（馬蒂的太祖奶奶）、羅蓮·麥佛萊（馬蒂的母親）（莉亞·湯普森））
- 戀戀情深（貝琪（茱麗葉·路易斯））
- 甜姊不辣（寇特妮·洛克里夫（克莉絲汀娜·阿普蓋特））
- 女巫獵人（妙麗葉兒（芳姬·詹森））

## 外部連結
- 日本タレント名鑑による公式プロフィール （页面存档备份，存于）
- オフィスPACによるプロフィール （页面存档备份，存于）
- 公式サイト （页面存档备份，存于）
- 日野由利加的X（前Twitter）

1. ↑  . 電視動畫「家有女友」官方網站.   [2018-11-09]. （原始内容存档于2018-11-09）.
2. ↑  . Comic Natalie. 2024-06-24  [2024-06-24]. （原始内容存档于2024-06-25） （日语）.